# ناحیه بریجتون، میشیگان
ناحیه بریجتون (به انگلیسی: Bridgeton Township) یک منطقهٔ مسکونی در ایالات متحده آمریکا است که در شهرستان نیویگو، میشیگان واقع شده‌است.
 ناحیه بریجتون ۹۳٫۱ کیلومتر مربع مساحت و ۲٬۰۹۸ نفر جمعیت دارد و ۲۰۷ متر بالاتر از سطح دریا واقع شده‌است.